# Скуратовский, Василий Тимофеевич
Васи́лий Тимофе́евич Скурато́вский (укр. Василь Тимофійович Скуратівський; 25 октября 1939, хутор Забуда, Житомирская область, УССР, СССР — 16 декабря 2005, Киев, Украина) — украинский этнограф, писатель, издатель. Один из первых в истории современной Украины издал этнографическую книгу («Берегиня»).

## Происхождение
Отец, Тимофей Яковлевич (1898—1981), и мать, Мотря Антоновна (1900—1978), оба крестьяне. Отец был известным на селе столяром, изготавливал бочки, сундуки, кровати, ульи и другое. Для собственных нужд разработал и изготовил деревянную медогонку, которая сейчас находится в экспозиции Переяславского музея народной архитектуры и быта (дом-музей пчеловодства). В семье было пятеро детей, однако выжило двое: старшая сестра Ольга и самый младший и единственный сын Василий. В 1938 году дядя Василия — Игнат за национально-патриотические взгляды был арестован, и позже расстрелян.

## Биография
Родился в глухом полесском хуторе Забуда, позже переселённом в село Шевченково (позже Великий Лес), на Житомирщине осенью 1939 года между Покровом (14 октября) и Дмитриевым днём (8 декабря). Точная дата рождения неизвестна, так как родители подзабыли, а в удостоверении о рождении паспортистка записала 25 октября 1939.
С детства любил читать. В 13 лет решил стать писателем, написал первое стихотворение и направил в районную газету. Ответ не заставил себя ждать — посоветовали больше читать и лучше изучать родной язык и литературу. Однако парень был назойливым, и продолжал посылать в редакцию новые свои стихи, басни, зарисовки, заметки. Со временем их стали печатать.
После окончания школы в 1959 году, работал несколько месяцев корректором в Народицкой районной газете, и только появилась возможность, перешёл на журналистскую работу в Олевскую райгазету «Колхозник Олевщины». Через три года работы уволился и уехал искать счастья в Сибирь. Работал в тайге на заготовке живицы, несколько месяцев учился на розметчика в Иркутске, когда нашёл журналистскую работу, переехал в Усть-Кут. В целом в Сибири находился полтора года.
Вернувшись на Украину, продолжил журналистскую работу в различных газетах украинского Полесья (Народичи, Радомышль, Олевск, Житомир, Киев), работал в Немишаевском сельхозтехникуме.
В 1964 году заканчивает Московскую заочную школу журналистики, в 1967 — поступает на учёбу в Киевский государственный университет им. Т. Г. Шевченко на факультет журналистики.
С 1969 года работает редактором в журнале «Народное творчество и этнография». С 1970 года появляются в периодике первые статьи на этнографическую тематику. Впоследствии начинает работу над научной монографией о традиционном пасечнистве.
В июле 1973 года Скуратовского вызывают в КГБ по делу Василия Овсиенко, с тех пор и до распада СССР он находился под наблюдением спецорганов.
Умер 16 декабря 2005 года. Похоронен в Киеве на Берковецком кладбище.

## Творчество
Признание приходит во время публикации первого цикла этнографических материалов «Зеленое пламя сосны» (укр. «Зелене полум’я сосни») в газете «Молодь України» (1983), далее продолжил публикации в изданиях «Сільські вісті», «Культура і життя», «Пам’ятки України», «Наука і суспільство».
В 1987 году выходит книга «Берегиня», которая выдержала не одно издание и вызвала волну интереса к украинским обычаям. Далее выходили в свет другие книги: «Покуть», «Погостини», «Святвечір», «Місяцелік», «Русалії», «Кухоль меду», «Я сам про себе розкажу» и другие. Всего при жизни писателя было издано более 20 книг.
Скуратовский пропагандировал традиционную культуру, обряды. Был инициатором начала уроков народоведения в школах, одним из организаторов фестивалей: «Котилася торба» (детские игры), «Коляда» (новогодние и рождественские традиции), «Берегиня» (международный фестиваль фольклора). Организовал и проводил многолетнюю этнографическую экспедицию «Чумацькими шляхами». С 1992 года основал и издавал этнографический журнал «Берегиня».

## Награды
За журналистскую и литературную работу награждён премиями:
- Золотое перо;
- имени Островского;
- имени Чубинского.

Также был награждён несколькими международными премиями.
Выдвигался на получение Шевченковской премии.